# إكستراتوس
إكستراتوس (باليونانية: Ἐχέστρατος) هو ابن أجيس الأول والملك الثالث لأسبرطة من سلالة أجيداي وأب لابوتاس الذي سيخلفه على الحكم فيما بعد.

## وصلات خارجية
- مولر، كارل أوتفريد تاريخ وآثار السلالة الدورية. (باللغة الإنجليزية)